# 杜耶
杜耶（法語：Douillet，法語發音：[dujɛ]）是法国萨尔特省的一个市镇，属于马梅尔斯区。

## 地理
杜耶（48°16'23"N, 0°2'33"W）面积18.99 平方千米，位于法国卢瓦尔河地区大区萨尔特省，该省份为法国西北部内陆省份，北起顺时针与奥恩省、厄尔-卢瓦省、卢瓦-谢尔省、安德尔-卢瓦尔省、曼恩-卢瓦尔省和马耶讷省接壤，是法国大西部的入口，连接卢瓦尔河谷、布列塔尼和巴黎盆地。
与杜耶接壤的市镇（或旧市镇、城区）包括：苏热勒加讷隆、阿塞勒布瓦讷、蒙特勒伊勒谢蒂夫、蒙圣让、圣欧班德洛克奈。

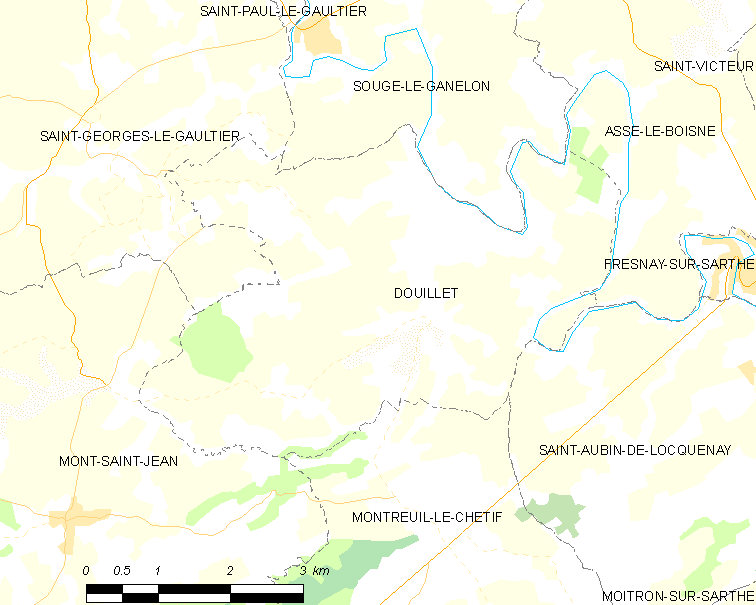
杜耶的OSM定位图

杜耶的时区为UTC+01:00、UTC+02:00（夏令时）。

## 行政
杜耶的邮政编码为72130，INSEE市镇编码为72121。

## 政治
杜耶所属的省级选区为锡耶勒纪尧姆县。

## 人口

1962-2008年间杜耶人口变化图示

杜耶于2022年1月1日时的人口数量为318人。